# Ingermanlandsfinska
Ingermanlandsfinska kallas den finska dialekt som talas av såväl de ingermanlandsfinnar som fortfarande är bosatta i Ingermanland som av de ingermanlandsfinnar som av olika skäl har utflyttat därifrån. Ingermanlandsfinskan har inte haft ett eget skriftspråk, utan ingermanlandsfinnarna har genom tiderna alltid haft standardfinska som sitt skriftspråk. I kyrkorna och i skolorna talades det allmänt finskt talspråk, så att finskt talspråk har varit en betydande del av ingermanlandsfinnarnas identitet. 
Av alla finska folkgrupper (voter och ingrer) som har bott i Ingermanland så bevarade ingermanlandsfinnarna ända fram till 1930-talet sin ursprungliga dialekt från Finland bäst. 1937 förbjöds finska språket och i samband med detta stängdes alla finskspråkiga skolor och kyrkor. Strax före andra världskriget deporterades cirka 68 000 ingermanländare (inklusive ingermanlandsfinnar) från sin urgamla hembygd. Därefter blev blandäktenskap mellan ryssar och ingermanlandsfinnar relativt vanliga, och allt fler ryska lånord började smyga in i ingermanlandsfinskan. Många ingermanlandsfinnar såg inget annat råd än att, på ett eller annat sätt, förryskas. Sedermera fick de som så ville dock återvända till sin hembygd i Ingermanland, och de finskspråkiga dialekterna blev åter tillåtna. Den ingermanlandsfinska som återflyttarna talade, var hos det stora flertalet, inte längre densamma som när de lämnade området på 1930-talet. 
I dagsläget (2000-talet) lever finska språket vidare i Ingermanland i en annan form. Den yngre generationen ingermanlandsfinnar är främst intresserade att lära sig allmänt vedertaget finskt talspråk. Antalet personer som fortfarande behärskar ingermanlandsfinska som den talades före 1930-talet är inte känd. 
Yngre ingermanländare som är bosatta i Estland har vissa möjligheter att lära sig standardfinska vid sidan av estniska, i Finland givetvis standardfinska och i Sverige på vissa orter standardfinska vid sidan av svenska.